# 1997 TF19
1997 TF19 är en asteroid i huvudbältet som upptäcktes den 8 oktober 1997 av de båda japanska astronomerna Takeshi Urata och Tetsuo Kagawa vid Gekko-observatoriet.
Asteroiden har en diameter på ungefär 7 kilometer och den tillhör asteroidgruppen Themis.